# عبد الله بن راشد الحميري
عبد الله بن راشد القحطاني الحميري، ممن تولوا السلطة بحضرموت

## نبذة
ولد فيها عام 553 هـ - 1158 م، تفقه وقرأ الحديث، وكانت لأبيه زعامة قومه، فوصلت إلى اليمن (سنة 569 هـ) حملة لإخضاع بعض العصاة بقيادة تورانشاه (أخ السلطان صلاح الدين الأيوبي)، فأقام تورانشاه رجلاً من القواد اسمه عثمان الزنجيلي والياً على عدن، وزحف تورانشاه إلى حضرموت فضمها إلى ولايته، وجعل النيابة عنه فيها لآل راشد، وخلع هؤلاء من طاعته، فأرسل إليهم من أخضعهم سنة 575 - 576 هـ وساق منهم إلى عدن بعض الأسارى وفيهم عبد الله بن راشد الحميري وأخ له اسمه «شجعتة» وأبوهما، وأطلق الأولان فقام شجعنه بأمر «تريم» سنة 577 إلى أن قتله أحد العبيد سنة 593، فتولى عبد الله بن راشد الحكم فيها هذه السنة وضم إليها أكثر بلاد حضرموت، وخرج عليه الكثير واضطرب أمره، فصبر على الأحداث إلى أن بويع بيعة عامة في جامع تريم سنة 606 هـ، وصلحت حال البلاد ابتداءً من هذه السنة، فاستمر إلى أن أعاد عليه الكرة أحد القادة الأمويين والمسمى عمر بن مهدي اليمني، فظفر بعبد الله سنة 616 هـ ونفاه من عاصمته تريم، فانصرف إلى مكان يُدعى «قارة العر» فاغتاله أحد رجال القبائل في سنة 616 هـ - 1219 م.